# Marcantonio Cavanis

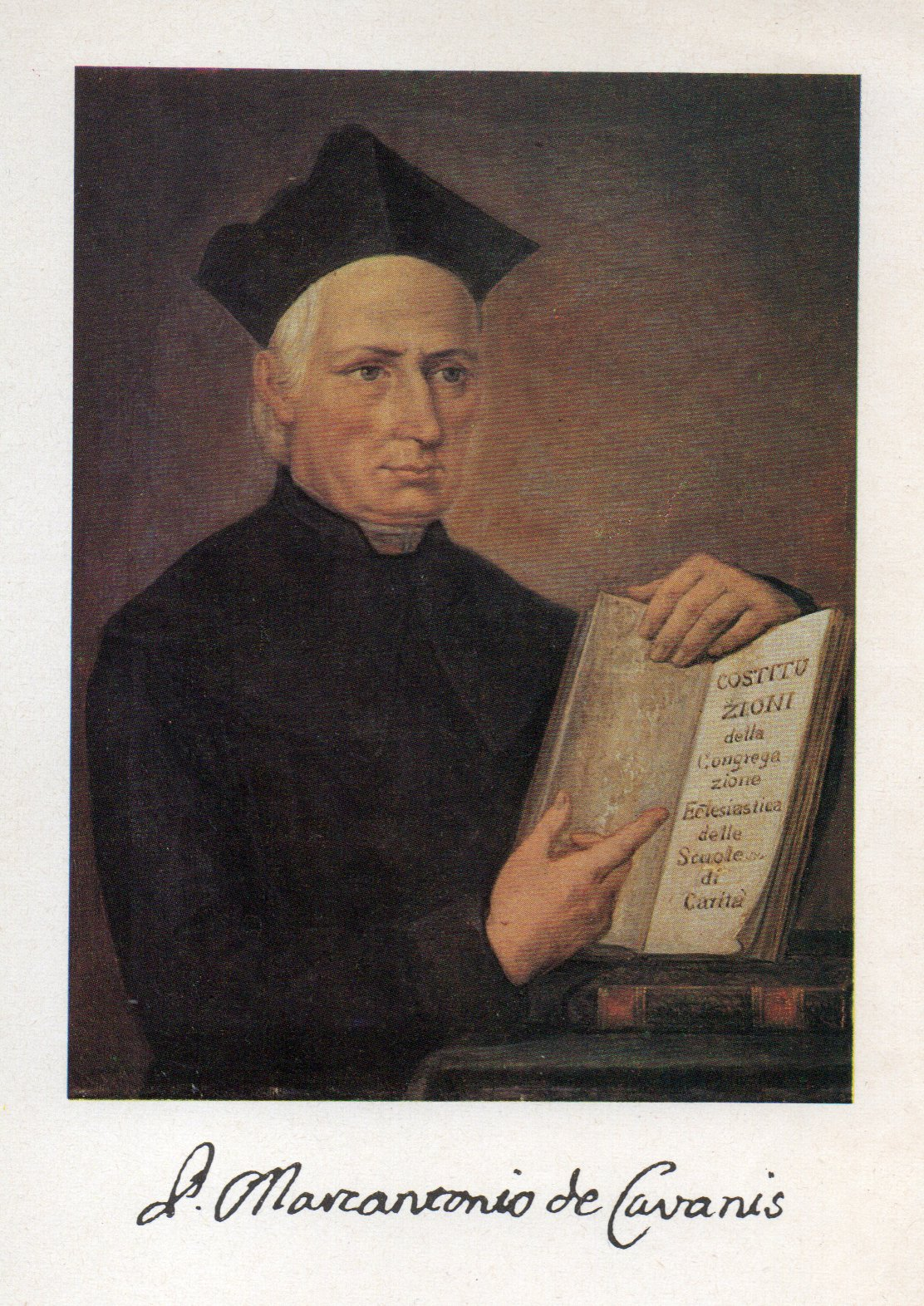

Marcantonio Cavanis (Venezia, 4 maggio 1774 – Venezia, 10 ottobre 1853) è stato un presbitero e educatore italiano, collaboratore del fratello Antonio Angelo nella conduzione delle Scuole di Carità. È riconosciuto come venerabile dalla Chiesa cattolica.

## Biografia

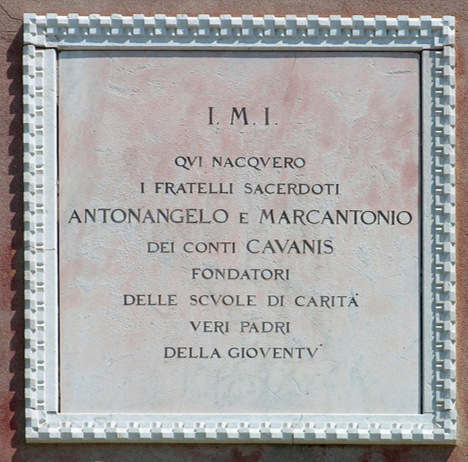
Casa natale dei fratelli Cavanis, Venezia, Zattere ai Gesuati, 921

Nato in una nobile famiglia padovana di origine bergamasca, come il fratello venne indirizzato alla carriera nella pubblica amministrazione. Ascritto alla Segreteria della Cancelleria ducale nel 1787, nel 1795 divenne notaio straordinario e nel 1796 deputato all'Avogaria. Dopo la caduta della Serenissima lavorò per il governo rivoluzionario come vicesegretario della Commissione delle ricerche (1797). Passata Venezia gli Austriaci, divenne assistente del Magistrato camerale per il Dipartimento veneto (1798) e quindi vicesegretario presso il Dipartimento del culto.
Collaborò con il fratello alla Congregazione mariana da questi istituita nel 1802. Ne seguì l'esempio quando scelse la vita consacrata, venendo ordinato il 20 dicembre 1806. Grazie alle sue competenze in ambito amministrativo, divenne procuratore delle Scuole di Carità, dedicandosi alla ricerca di finanziamenti privati e agevolazioni del governo.

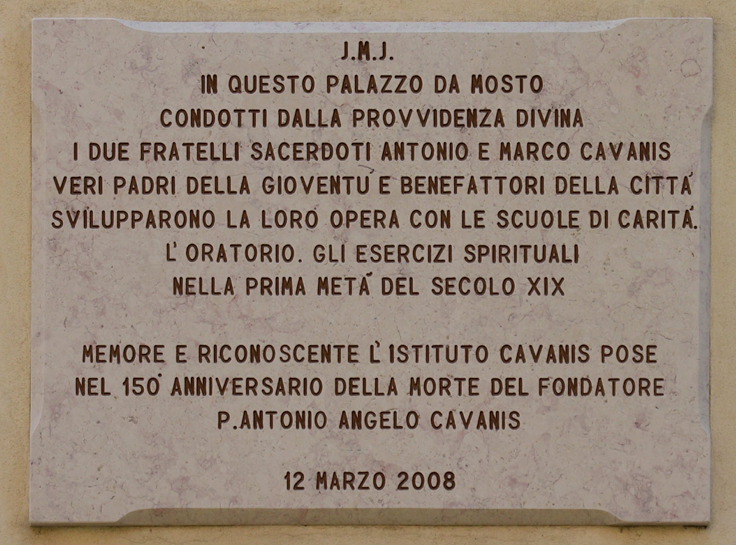
Lapide sull'Istituto Cavanis Venezia, Rio Terà Foscarini, 898

Dotato di una notevole cultura e attivo in ambito letterario (fu iscritto all'Accademia dell'Arcadia e nel 1815 pubblicò una raccolta di poesie), fu lui a convincere il fratello a compilare assieme dei sussidi didattici per gli alunni delle Scuole. I primi furono gli Squarci di eloquenza di celebri moderni autori italiani, raccolti ad uso della studiosa gioventù, un'antologia con brani di oratori sacri scritti a cavallo di Sette e Ottocento; pubblicati per la prima volta nel 1813, ebbero un notevole successo e si diffusero presso diversi seminari e scuole religiose. Poi fu la volta del Nuovo metodo per agevolare ai fanciulli lo studio della lingua latina (1815), che riduceva lo studio della grammatica puntando direttamente alla pratica mediante la lettura e la traduzione dei classici. Quindi si aggiunse il Piccolo vocabolario latino-italiano (1816). Tra il 1816 e il 1821 uscì, in dodici volumi, la Biblioteca utile e dilettevole, una raccolta di autori italiani e latini.
Nel 1822 fu dato alle stampe Il giovane istruito nella cognizione dei libri, dizionario in quindici volumi che passava in rassegna millecinquecento scrittori, con giudizi morali tratti da apologisti cattolici di fine Settecento.

## Opere principali
- Antonio Angelo  e Marco Antonio Cavanis, Squarci di eloquenza di celebri moderni autori italiani raccolti ad uso della studiosa gioventù dalli sacerdoti fratelli Anton'Angelo e Marcantonio Cavanis, Napoli: si vende nel Gabinetto letterario, largo Gesù nuovo n. 6., 7 e 8., [tra 1800 e 1830]
- La zucca ditirambo in dialetto veneziano, Venezia, stamperia Graziosi a Sant'Apollinare, 1803, poi Verona, tipografia di Pietro Bisesti, 1821
- Squarci di eloquenza di celebri moderni autori italiani raccolti ad uso della studiosa gioventu dalli sacerdoti fratelli Anton'Angelo e Marcantonio Cavanis, Venezia, Pasquali e Curti, 1813-1814
- Poesie di Mireno Eleusinio, Venezia, Pasquali e Curti, 1815
- Antonio Angelo e Marco Antonio Cavanis, Piccolo vocabolario latino-italiano dato in luce dalli sacerdoti fratelli
- Anton'Angelo e Marcantonio conti de Cavanis ad uso delle scuole di carità instituite in Venezia, Venezia, Soc. Tip. Pasquali e Curti, 1816